# Casa Beethoven
La Casa Beethoven és un establiment situat a la Rambla, 97 de Barcelona, al costat del Palau de la Virreina, catalogat com a de gran interès (categoria E1).

## Història
Està especialitzada en partitures i documents musicals, tot i que té també alguns instruments i llibres de pedagogia musical. Va ser fundada el 1880 com a Casa Guàrdia per l'editor Rafael Guàrdia i Granell (1845-1908), que també va dedicar-se a l'estampació d'obres musicals en el mateix establiment i hi organitzava tertúlies i reunions musicals.
El 1916 va passar a mans de Lluís Gonzaga Jordà i Rossell, que el rebatejà com a Casa Beethoven. A la seva mort el 1951, fou succeït pel seu fill Lluís Maria Jordà, i el 1979, pocs anys després de la mort d'aquest, va passar a l'actual propietari, Jaume Doncos.

## Descripció
Està situat a la dreta del portal d'accés a l'edifici. L'exterior és molt senzill: es tracta d'una estructura de fusta amb un marc motllurat que encaixa dins l'obertura arran de façana amb un petit aparador a l'esquerre. A la llinda, dins de dos marcs motllurats, hi ha el nom de l'establiment pintat sobre fusta i la paraula «Música» pintada amb punts blancs com si fos un rètol lluminós. Els tiradors de la porta de llautó i els fanals exteriors són d'estil modernista. L'interior també és auster i sense decoracions. Es conserva el taulell de fusta muntat sobre tres peus de ferro forjat. Alguns dels mobles arxivadors són de factura moderna i envolten els murs perimetrals. Hi ha un piano centenari al fons del local disponible pels clients que vulguin assajar les partitures.